# Bucklebury
Bucklebury es una localidad y una parroquia civil de Berkshire, en Inglaterra, que data de la época prenormanda. Fue un señorío real que perteneció a Eduardo el Confesor (1003-1066). Su descripción detallada con su iglesia figura en el Domesday Book.